# 세이베와 표주박
세이베와 표주박(일본어: 清兵衛と瓢箪)은 시가 나오야의 단편소설. 1913년 요미우리 신문에 발표하였다. 표주박을 사랑하는 소년과 그것을 이해하지 못하는 주위 어른들과의 대립을 그리고 있다.

## 줄거리
세이베는 12살의 초등학생이다. 표주박을 좋아하여 매일 표주박에 대한것만 생각하고, 자꾸만 표주박을 닦아, 계속 바라보고 있다. 하지만 아버지는 “애 주제에.” 라고 밖에 생각하지 않았다. 세이베는 오래된 표주박 보다는 평범한 것만 모으고 있어 아버지는 더욱 더 기발한 표주박을 모으라고 말하며 교쿠테이 바킨의 표주박을 칭찬한다. 거기에 대해, 세이베는 그런 표주박은 관심 없다고 반론하여 아버지를 화나게 한다. 어느 날, 평소에 가지 않는 장소에 표주박이 20개 정도 매달려 있는 것을 발견한다. 그중에서 그에게 있어서, 가슴을 떨리게 하는 표주박을 발견하여 그것을 10전 (현재 가격으로 200엔)에 구입한다.
그 뒤로 세이베는 그 표주박에 몰두하여 학교에 가져와 수신(修身, 현재의 도덕수업 중 하나) 수업 중에도 표주박을 닦아, 결국 담당교원에게 발각되고 만다. 교원은 표주박을 압수하여, 세이베의 집에 방문하여 주의를 주고 온다. 아버지는 격노하여, 세이베를 때리고 표주박을 한 개만 남기고 공구로 부숴버리고 만다. 그 뒤, 압수한 표주박은 교원으로부터 심부름꾼의 손으로 이동하여, 심부름꾼은 골동품 가게에 가져간다. 골동품 가게에서는 처음에 5엔이라고 가격을 매겨, 최종적으로는 그 표주박은 심부름꾼의 약 4개월분의 월급에 해당하는 50엔까지 가격이 올라갔다. 심부름꾼은 그것을 누구에게도 말하지 않았지만, 골동품 가게가 그 표주박을 어느 호족에게 600엔 (현재가격으로 300만엔)에 판 것을 아는 사람은 아무도 없다. 세이베는 그 뒤, 그림을 그리는 일에 열중하고 있지만, 아버지는 서서히 그림에도 잔소리를 말하기 시작한다.

## 작품해설
작품의 주제는 “어른은 자신의 가치견을 판단하지 못하는, 어린이의 개성을 억압한다. 하지만 억압당해도, 어린이는 그 개성을 또 다른 곳으로 늘려간다.”라는 것이라 말해지며, 다른 시가의 초기작품과 마찬가지로 부자의 대립이 근원이다. 또한 시가 본인이 오노미치에 있을 즈음, 배 안에서 들은 이야기가 소재가 되어, 시가의 경험이 더해져 있는 작품이기도 하다.